# 버킹엄셔 뉴 대학교
버킹엄셔 뉴 대학교(Buckinghamshire New University, BNU)는 잉글랜드 버킹엄셔주에 위치한 공립 대학이다. 하이위컴, 에일즈베리, 억스브리지, 그레이트미센든에 캠퍼스를 두고 있다. 이 교육 기관은 1891년 "School of Science and Art"라는 교명으로 설립되었으며 이후 Wycombe Technical Institute, High Wycombe College of Technology and Art, 그리고 Buckinghamshire College of Higher Education 등으로 교명 변화를 겪었다. 1999년부터 2007년까지 유니버시티 칼리지였다가 대학교(university) 지위의 신청이 수락되었다.